# مسجد جامع سلطان قابوس
مسجد جامع سلطان قابوس یکی از مسجدهای اصلی و مهم سلطنت عمان است.
فرش مسجد جامع سلطان قابوس در شهر مسقط به سفارش سلطان قابوس اثر هنرمندان ایرانی از نیشابور است. طرح این فرش که در حدود ۵ هزار متر مربع مساحت دارد و از اتصال ۴۸ قطعه کوچک و بزرگ به یکدیگر تشکیل شده، از نقشه گنبد مسجد شیخ لطف‌الله اصفهان و ترکیب طرح افشان شاه عباسی و سایر نگاره‌های تزیینی ایرانی و اسلامی الهام گرفته‌است.
همچنین محراب مسجد اثر استاد سید محمد کاظم مظلوم زاده طراح و معمار هنر اسلامی میباشد که بسیار چشم نواز است.